# Буксируема мина
Буксируема мина – тип минно оръжие, използвано във втората половина на 19 век. Представлява несамоходен снаряд, буксируем от кораб на дълго въже с цел отбрана от таранен удара на неприятеля или с цел нападение срещу неприятелски кораб.

## История

### Буксируема мина на Харви
В края на 1860-те, британските офицери – братята Харви – разработват т.нар. „буксируемо торпедо на Харви“. Представляващо обтекаема по форма мина, буксируема от броненосците паралелно на борда с помощта на дълго въже, закрепено в носовата част на кораба. Детонатора на мината се задейства с електричество от борда на кораба-носител.
Мината на Харви е преди всичко отбранително оръжие. Нейното предназначение е защитата на кораба от таранни атаки; предполагало се, че опасността да се натъкнеш на буксируема мина е достатъчна, за да спре кораба на противника от опит за таранен удар. Освен това, ако носителя на мината сам се опита да таранира противника, буксируемите паралелно на корпуса мини ще поразят противника даже ако той избегне тарана. В бойни действия мината не е използвана.

### Буксируема мина на Макаров
В периода на руско-турската война от 1878 г., руските миноносци, действащи против турските военни бази, използвали буксируемата мина като настъпателно оръжие. Офицера Макаров разработва особен тип буксируема мина, т.нар. „крилата“. Мината се буксира от минния катер на дълго въже; около кораба на противника, миноносеце рязко завива, освобождавайки буксирното въже. Мината, движейки се по-инерция, захожда под корпуса на неприятелския кораб и се детоннира от електрически запал по кабел.
Мините няколко пъти са използвани в бойни операции, но са оценени като неудобни и са заменени от самоходните мини – торпедата.

## Последващо развитие
С появата на първите подводници буксируемите мини известно време са използвани като буксируеми дълбочинни бомби. Няма данни за успешна употреба.